# Mangas (España)
Mangas (llamada oficialmente As Mangas) es una aldea española situada en la parroquia de Riobarba, del municipio de Vicedo, en la provincia de Lugo, Galicia.

## Demografía
| Gráfica de evolución demográfica de Mangas entre 2000 y 2021 |
|                                                              |
| Datos según el nomenclátor publicado por el INE.             |